# Панготіг (Вірджинія)
Панготіг (англ. Pungoteague) — переписна місцевість (CDP) в США, в окрузі Аккомак штату Вірджинія. Населення — 346 осіб (2020).

## Географія
Панготіг розташований за координатами 37°37′43″ пн. ш. 75°49′0″ зх. д. / 37.62861° пн. ш. 75.81667° зх. д. (37.628567, -75.816544).  За даними Бюро перепису населення США в 2010 році переписна місцевість мала площу 6,74 км², з яких 6,74 км² — суходіл та 0,00 км² — водойми.

## Демографія
Згідно з переписом 2010 року, у переписній місцевості мешкало 347 осіб у 130 домогосподарствах у складі 97 родин. Густота населення становила 52 особи/км².  Було 160 помешкань (24/км²).
Расовий склад населення:
| - 62,2 % — білих - 33,7 % — чорних або афроамериканців - 1,4 % — корінних американців - 1,7 % — осіб інших рас |

До двох чи більше рас належало 0,9 %. Частка іспаномовних становила 2,0 % від усіх жителів.
За віковим діапазоном населення розподілялося таким чином: 29,4 % — особи молодші 18 років, 56,5 % — особи у віці 18—64 років, 14,1 % — особи у віці 65 років та старші. Медіана віку мешканця становила 39,3 року. На 100 осіб жіночої статі у переписній місцевості припадало 91,7 чоловіків;  на 100 жінок у віці від 18 років та старших — 85,6 чоловіків також старших 18 років.
За межею бідності перебувало 15,1 % осіб, у тому числі 0,0 % дітей у віці до 18 років та 0,0 % осіб у віці 65 років та старших.
Цивільне працевлаштоване населення становило 122 особи. Основні галузі зайнятості: освіта, охорона здоров'я та соціальна допомога — 32,8 %, будівництво — 27,9 %, мистецтво, розваги та відпочинок — 21,3 %.